# Richard Wilson (calciatore 1960)
Richard Wilson (Orphington, 8 maggio 1960) è un ex calciatore inglese, di ruolo centrocampista.

## Carriera

### Club
Dopo aver militato nelle file del Chelsea, Wilson passò al Charlton.
Nel 1981 si trasferì in Finlandia, per giocare nello Hangö. Seguirono esperienze nel PPT e nello Haka. Dopo essere tornato al PPT per un triennio, nel 1990 fu in forza ai norvegesi del Mjølner.
Nel 1991 tornò in Finlandia per giocare nel KPV.